# Hugo II van Blois
Hugo II van Blois ook gekend als Hugo II van Châtillon en Hugo VI van Saint-Pol (circa 1258 - 1307) was van 1289 tot 1292 graaf van Saint-Pol en van 1292 tot 1307 graaf van Blois en Dunois.

## Levensloop
Hugo was de oudste zoon van graaf Gwijde III van Saint-Pol en Mathilde van Brabant, dochter van hertog Hendrik II van Brabant. Rond het jaar 1287 huwde hij met Beatrix van Dampierre (1272-1304), dochter van graaf van Vlaanderen Gwijde van Dampierre. Ze kregen twee zonen:
- Gwijde I (overleden in 1342), graaf van Blois
- Jan (overleden in 1329), heer van Château-Renault

In 1289 volgde hij zijn overleden vader op als graaf van Saint-Pol. In 1292 trad hij af ten voordele van zijn jongere broer Gwijde IV toen hij na de dood van zijn nicht Johanna het graafschap Blois erfde. Hij bleef dit graafschap besturen tot aan zijn dood in 1307.

## Voorouders
| Voorouders van Hugo II van Blois (1258-1307) | Voorouders van Hugo II van Blois (1258-1307)                               | Voorouders van Hugo II van Blois (1258-1307)                               | Voorouders van Hugo II van Blois (1258-1307)                        | Voorouders van Hugo II van Blois (1258-1307)                        | Voorouders van Hugo II van Blois (1258-1307)                           | Voorouders van Hugo II van Blois (1258-1307)                           | Voorouders van Hugo II van Blois (1258-1307)                        | Voorouders van Hugo II van Blois (1258-1307)                        |
| -------------------------------------------- | -------------------------------------------------------------------------- | -------------------------------------------------------------------------- | ------------------------------------------------------------------- | ------------------------------------------------------------------- | ---------------------------------------------------------------------- | ---------------------------------------------------------------------- | ------------------------------------------------------------------- | ------------------------------------------------------------------- |
| Overgrootouders                              | Wouter III van Châtillon (1166-1219) ∞ Elisabeth van Saint-Pol (1179-1240) | Wouter III van Châtillon (1166-1219) ∞ Elisabeth van Saint-Pol (1179-1240) | Wouter II van Avesnes (-1246) ∞ Margaretha van Blois (1170-1230)    | Wouter II van Avesnes (-1246) ∞ Margaretha van Blois (1170-1230)    | Hendrik I van Brabant (1160-1235) ∞ Mathilde van Boulogne (±1161–1210) | Hendrik I van Brabant (1160-1235) ∞ Mathilde van Boulogne (±1161–1210) | Filips van Zwaben (1177-1208) ∞ 1197 Irena Angela (1181-1208)       | Filips van Zwaben (1177-1208) ∞ 1197 Irena Angela (1181-1208)       |
| Grootouders                                  | Hugo V van Saint-Pol (1197-1248) ∞ Maria van Blois (1205-1241)             | Hugo V van Saint-Pol (1197-1248) ∞ Maria van Blois (1205-1241)             | Hugo V van Saint-Pol (1197-1248) ∞ Maria van Blois (1205-1241)      | Hugo V van Saint-Pol (1197-1248) ∞ Maria van Blois (1205-1241)      | Hendrik II van Brabant (1207-1248) ∞ Maria van Zwaben (1201-1235)      | Hendrik II van Brabant (1207-1248) ∞ Maria van Zwaben (1201-1235)      | Hendrik II van Brabant (1207-1248) ∞ Maria van Zwaben (1201-1235)   | Hendrik II van Brabant (1207-1248) ∞ Maria van Zwaben (1201-1235)   |
| Ouders                                       | Gwijde III van Saint-Pol (-1289) ∞ Mathilde van Brabant (1224-1288)        | Gwijde III van Saint-Pol (-1289) ∞ Mathilde van Brabant (1224-1288)        | Gwijde III van Saint-Pol (-1289) ∞ Mathilde van Brabant (1224-1288) | Gwijde III van Saint-Pol (-1289) ∞ Mathilde van Brabant (1224-1288) | Gwijde III van Saint-Pol (-1289) ∞ Mathilde van Brabant (1224-1288)    | Gwijde III van Saint-Pol (-1289) ∞ Mathilde van Brabant (1224-1288)    | Gwijde III van Saint-Pol (-1289) ∞ Mathilde van Brabant (1224-1288) | Gwijde III van Saint-Pol (-1289) ∞ Mathilde van Brabant (1224-1288) |